# Vzhodnorimska noša
Moda oblačenja v Vzhodnorimskem cesarstvu se je opazno spremenila v tisoč letih obstoja države. Romeji so cenili bogato uporabo barve in vzorcev, v državi so masovno proizvajali umetelne svilene tkanine in jih izvažali v Evropo in Azijo. Proizvodnja svile je postala mogoča po Justinijanovi ekspediciji na Kitajsko, ko so vzhodnorimski popotniki dobili nalogo, da iz Kitajske prinesejo vir proizvodnje svile. Ti so ukradli nekaj ličink sviloprejke, ki so bile strogo varovana kitajska skrivnost; ter tako prvič v zgodovini omogočili proizvodnjo svoje svile v Evropi. Svila je bila na voljo tudi za nižji sloj vzhodnorimske družbe s to razliko, da so bili vzorci na oblekah za nižji sloj odtisnjeni, pri bogatih pa umetelno ročno izvezeni, včasih z uporabo zlata. Najrevnejši so nosili preproste obleke iz lana in volne. 

## Način oblačenja
Do 6. stoletja je bila v pogosti rabi klasična rimska toga, ki je v slikarskih upodobitvah atestirana vse do 11. stoletja. V Justinijanovi dobi je najbolj priljubljeno oblačilo postala krajša klasična tunika, ali daljši kiton, čez katerega so bogati nosili bogato okrašena togam podobna ogrinjala. V rabi je bila tudi dalmatika, krajša tunika, ki so jo v obliki brezrokavnika nosili čez kiton. V višjih slojih je bil priljubljen tudi scaramangion, kratka obleka za jezdece perzijskega izvora, a so bile bolj pogoste dolge obleke, ki so segale vsaj do gležnjev.
Ženske so nosile bogato okrašeno stolo. Kot modni dodatek je bil pri obeh spolih priljubljen halmis, krajše ogrinjalo, ki je bilo zapeto na desnem ramenu z brožko. Ta je bila pri višjih slojih zelo drag kos nakita. Daljši halmis se je imenoval paludamenton.
Hlače so nosili v vojski in v zimskih mesecih, predvsem iz praktičnih razlogov, vendar so veljale za znak kulture "barbarov"; zato so se jim bogatejši sloji izognili in so bile v meščanskih krogih zelo redke. Najrevnejši in sužnji so nosili neobarvane tunike, ki so jih redko zamenjali.

## Obleka v ikonografiji
Večino upodobitev oblačil v vzhodnorimskem imperiju poznamo iz pravoslavnih ikon. Državna religija je dajala poudarek na legendarizaciji slavne preteklosti in vzvišenosti časa ter prostora v katerem je živel Kristus in svetniki, zato se upodobitve oblačil na ikonah pogosto ne ujemajo z dejansko modo oblačenja v državi.
Kristus je vedno upodobljen v himationu, oz. togi oblečeni skozi dolgi kiton. Vojaški svetniki so na ikonah upodobljeni v legendarni "Ahilovi opravi", kot so imenovali klasični antični mišični oklep. Ta je veljal za arhaični ostanek preteklosti, a je v resničnosti ostal v rabi do 11. stoletja. Znani nosilci "Ahilove oprave" v resničnosti so bili cesarji Justinijan, Flavij Heraklij in Vasilij II. Tovrsten oklep je bil zelo redek, in je po 11. stoletju ostal zgolj na svetniških upodobitvah ikon.

## Ženska oblačila
Skromnost je bila za žensko zelo pomembna, kljub visoki vlogi žensk in njihovi emancipiranosti v vzhodnorimski družbi. Večina žensk je bila oblečena v dolga krila brez oblik, ki so kazala strogost in nedostopnost. Tovrstna obleka je segala do gležnjev. Ovratnik je bil običajno v obliki V-izreza, obleke bogatejših žensk pa so bile bogato okrašene; značilni so prišiti okrašeni obroči na zgornjih delih rokavov, elegantni izrezi in obrobe.

## Kape
Običajno moški niso nosili kape, vendar so te zelo pogoste in standardno oblikovane pri državnih uradnikih in vojaških častnikih (dignitatih). V zgodnjih stoletjih imperija je bila najbolj priljubljena trakijska kapa, preprosta kapa v obliki valja iz meha, ki je na Balkanu priljubljena še danes. Trakijska kapa je bila razširjena predvsem v vojski in na podeželju; nosili pa so jo tudi rimski cesarji in najvišji sloji. Poleg Trakijske je bila v rabi Frigijska kapa, relikt iz klasične antike, ki je bil v Justinijanovem času dokaj priljubljen - pozneje pa jo je prevzel tudi beneški dož.
V poznih stoletjih cesarstva so se pojavile ekstravagantne kape različnih geometrijskih oblik, ki so bile pogosto zapletene. Njihov namen je bil opremiti državne uradnike s prepoznavnimi uniformami.

## Čevlji
Najpogostejša oblika obuval v vzhodnorimskem imperiju so ostali klasični sandali, ki so jih nosili tako bogati kot revni v civilnem življenju. Pričnejo se pojavljati tudi bolj umetelni usnjeni nizki čevlji, prepoznavni simbol vzhodnorimske vojske pa po 6. stoletju postanejo visoki škornji. Cesar je nosil škrlatne čevlje oziroma škrlatne vojaške škornje kot simbol svojega statusa.

## Cesarska regalija
Cesar je bil "prvi državljan" v rimski državi, legendarna osebnost v očeh preprostega državljana; hkrati pa tudi vrhovni predstavnik posvetne politične oblasti v državi. Bistvenega pomena je bilo, da je cesar oblečen svojemu statusu primerno, zato je za člane cesarske družine in senata veljal poseben kodeks oblačenja. 
Člani cesarskega dvora so lahko simbolično edini nosili porfirna (vijolična) oblačila, ki so bila umetelno okrašena in izvezena z zlatom. Na glavi je cesar nosil zlato krono v obliki lovorovega venca, klasične krone prevzete po perzijskem vzoru ali tudi toupho, posebno krono iz pavjega perja. Znana cesarja znana po pogostem nošenju "touphe" sta Justinijan I. in Flavij Heraklij.